# Yavuz Karakoç
Yavuz Karakoç (* 26. Juli 1988) ist ein türkischer Eishockeyspieler, der seit 2013 beim Zeytinburnu Belediye SK in der Türkischen Superliga unter Vertrag steht.

## Karriere
Yavuz Karakoç begann seine Karriere als Eishockeyspieler beim İzmir Büyükşehir Belediyesi SK, für den er in der Saison 2003/04 mit erst 15 Jahren sein Debüt in der Türkischen Superliga gab. 2004 verließ er den Klub und wechselte zum Ligarivalen Kocaeli Büyükşehir Belediyesi Kağıt SK. Mit dem Team aus İzmit gewann er 2007 die türkische Landesmeisterschaft und wurde mehrfach Vizemeister. Nach neun Jahren bei Kocaeli BBK schloss er sich 2013 dem Liganeuling Zeytinburnu Belediye SK an, für den er seither spielt und mit dem er 2015, 2016 und 2017 türkischer Meister wurde.

### International
Für die Türkei nahm Karakoç im Juniorenbereich in der Division III an den U18-Weltmeisterschaften 2005, als die Mannschaft sich zunächst noch in einem Qualifikationsturnier gegen Bosnien-Herzegowina und Armenien durchsetzen musste, und 2006 sowie den U20-Weltmeisterschaften 2005, 2006, 2007 und 2008, als er zum besten Spieler seiner Mannschaft gewählt wurde, teil. 
Mit der Herren-Nationalmannschaft spielte er bei den Weltmeisterschaften der Division II 2007, 2013 und 2014 sowie bei den Weltmeisterschaften der Division III 2008, 2009, 2011, 2015 und 2016. Zudem vertrat er seine Farben bei der Qualifikation für die Olympischen Winterspiele in Vancouver 2010.

## Erfolge und Auszeichnungen
- 2007 Türkischer Meister mit dem Kocaeli Büyükşehir Belediyesi Kağıt SK
- 2009 Aufstieg in die Division II bei der Weltmeisterschaft der Division III
- 2015 Türkischer Meister mit dem Zeytinburnu Belediye SK
- 2016 Türkischer Meister mit dem Zeytinburnu Belediye SK
- 2016 Aufstieg in die Division II, Gruppe B, bei der Weltmeisterschaft der Division III
- 2017 Türkischer Meister mit dem Zeytinburnu Belediye SK